# Louis-Albert Dode
Louis-Albert Dode ( 1875 (Moulins, Auvergne)- 1943) fue un botánico y dendrólogo francés que realizó estudios muy amplios de los álamos, una actividad que inició a comienzos del siglo XX.
Fue fundador de la "Société Dendrologique de France".
Obtuvo su doctorado en Leyes, y desarrolló un extensísimo "arboretum" personal.
Publicó notables trabajos sobre Catalpa, Davidia, Evodia, Fagaceae, Juglandaceae, Platanus, Pseudotsuga sinensis (que describió en 1912), Phellodendron, Populus, Salix, y se mostró particularmente activo a la hora de describir y documentar materiales introducidos a Francia de arboreta china.

## Honores

### Eponimia
- (Oleaceae) Fraxinus dodei Sennen[1]

- (Salicaceae) Populus dodei Sennen[2]

- (Salicaceae) Salix dodeana Chass.[3]
- La abreviatura «Dode» se emplea para indicar a Louis-Albert Dode como autoridad en la descripción y clasificación científica de los vegetales.[4]